# Passiflora ovalis
Passiflora ovalis Vell. ex M. Roem. – gatunek rośliny z rodziny męczennicowatych (Passifloraceae Juss. ex Kunth in Humb.). Występuje endemicznie w Brazylii (w stanach Rio de Janeiro i São Paulo). 

## Morfologia
PokrójZdrewniałe, trwałe, nagie liany.
LiścieEliptyczne lub podłużnie eliptyczne, ścięte u podstawy, skórzaste. Mają 6–10 cm długości oraz 3–5,5 cm szerokości. Całobrzegie, z ostrym wierzchołkiem. Ogonek liściowy jest nagi i ma długość 25–40 mm. Przylistki są szczeciniaste o długości 8–10 mm.
KwiatyPojedyncze. Działki kielicha są podłużnie owalne, zielonobiaławe, mają 2,5–3 cm długości. Płatki są podłużnie lancetowate, białofioletowe, mają 1,3–2 cm długości. Przykoronek ułożony jest w dwóch rzędach, biały, ma 5–10 mm długości.
OwoceSą jajowatego kształtu. Mają 6–10 cm długości i 3,5–8 cm średnicy.